# Huba
Huba war laut Gesta Hungarorum ein ungarischer Stammesführer (vezér), der im 9. Jahrhundert lebte. Zur Zeit der magyarischen Landnahme (honfoglalás) im Karpatenbecken unter Großfürst Árpád zählte er zu den legendären sieben Führern, den „Sieben Magyaren“ (Hét magyar). In der traditionellen Schlachtordnung des ungarischen Heeres stellte seine Familie eine der beiden Flügelformationen.
Die Sippe des Huba gehörte zu den „Weißen Magyaren“. Sie siedelte in der Region der heutigen Städte Győr und Komárom (heute geteilt, der Teil nördlich der Donau liegt in der Slowakei und heißt Komárno) in der Kleinen Tiefebene (Kisalföld) sowie im heutigen Komitat Nógrád und in dem heute zur Slowakei gehörenden Gebiet um die Stadt Nitra.
Huba gilt als Vorfahr der noch heute existierenden Familie Szemere, deren Mitglieder vor allem unter dem Regionalfürsten Matthäus Csák und dem ungarischen König Béla IV. hohe weltliche und kirchliche Ämter bekleideten.